# Činely
Mimo obrázek: Sizzle cymbal • Swish cymbal • Crash/ride cymbal • Kravský zvonec • Wood block • Tamburína • Rototom • Octoban • Temple block • Gong • Triangl

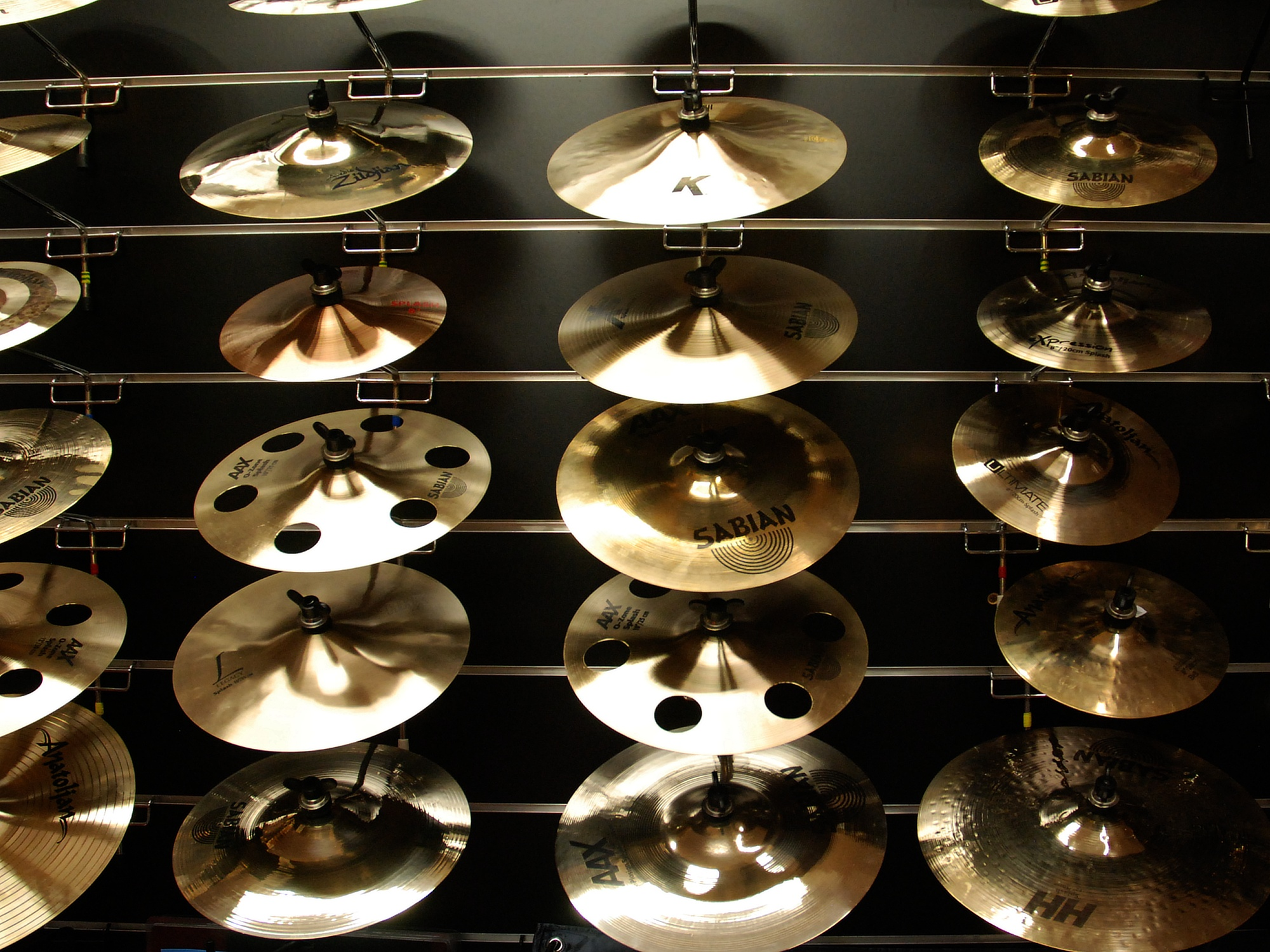
Činely

Činely jsou hudební bicí nástroje, které bývají součástí bicích souprav. Jsou vyráběny ze zvonoviny a především z bronzu, který může obsahovat 15–20 % cínu. Z bronzového odlitku se vykove a vyválcuje polotovar, který se dále lisuje, ručně nebo strojně tepe, také válcuje, soustruží a leští do konečné podoby.
Činely mají spoustu tvarů, především jsou však kruhové. Jejich zvuk je závislý na materiálu a tloušťce (např. tenčí je zvonivější). Při koupi činelů rozhoduje i cena, protože na bicí soupravě, pokud se jedná o kvalitní činely, jsou právě ony ty nejdražší[zdroj?]. Ale i kvalitní činel má životnost srovnatelnou s činelem o mnoho levnějším. Dražší činel nezaručí dlouhou životnost – ta je prodloužena pouze řádnou údržbou, správným zacházením, správnou technikou hraní atd. Nejznámější jsou např. Zildjian, Paiste, Sabian, Meinl, Istanbul Mehmet, Anatolian, Istanbul Agop, Stagg, Amati, Masterwork. Na činely se nejčastěji hraje paličkou, ale existují i techniky pro hraní na činely pouze rukou a na některé se hraje úderem o sebe. Zvuk při úderu paličkou je různý, podle úhlu úderu a zasaženého místa, případně síly úderu a samozřejmě typu a parametrů činele. Pokud hráč zahraje na činel paličkou o hranu činele, ozve se klasický nakřáplý zvuk a dlouhý dozvuk, pokud hráč zahraje na tělo činele špičkou paličky je zvuk cinkavý, méně hlučný, příjemný a dozvuk netrvá tak dlouho. Ale nesmíme zapomínat, že každý druh činelu má jiné vlastnosti a také jiný zvuk.
Nejznámější druhy: Ride, Crash, Hi-Hat, Splash, China.
Rozměry činelů, tak jako bubnů se udávají v palcích (1" = 2,54 cm).